# Хасса Камара
Хасса Камара (фр. Khassa Camara, араб. خاسا كامارا, нар. 22 жовтня 1992, Шатне-Малабрі) — французький і мавританський футболіст, опорний півзахисник індійського клубу «Норт-Іст Юнайтед» і національної збірної Мавританії.

## Клубна кар'єра
У дорослому футболі дебютував 2010 року виступами за команду «Труа-2», а за два роки дебютував в іграх за головну команду «Труа», основним гравцем в якій не став.
Провівши сезон 2014/15 в оренді в «Булоні», перебрався до Греції, де спочатку став гравцем «Ерготеліс», а за рік перейшов до команди «Ксанті».
24 вересня 2020 року приєднався до індійського клубу «Норт-Іст Юнайтед».
| Дата      | Місто | Господарі  | Результат | Гості      | Турнір                                   | Голи | Примітки |
| --------- | ----- | ---------- | --------- | ---------- | ---------------------------------------- | ---- | -------- |
| 24-6-2019 | Суец  | Малі       | 4 – 1     | Мавританія | Кубок африканських націй 2019 - 1-й етап | -    | 82'      |
| 29-6-2019 | Суец  | Мавританія | 0 – 0     | Ангола     | Кубок африканських націй 2019 - 1-й етап | -    | 70'      |
| Усього    |       | Матчів     | 2         |            | Голів                                    | 0    |          |